# Parecida a Golden de Baltar
Parecida a Golden de Baltar es el nombre de una variedad cultivar de manzano (Malus domestica). Esta manzana es originaria de Galicia, está cultivada en la colección de árboles frutales y banco de germoplasma de Mabegondo con el Nº 403; ejemplares procedentes de esquejes localizados en Baltar (Orense).

## Sinónimos
- "Manzana Parecida a Golden de Baltar",[4][5]
- "Maceira Parecida a Golden de Baltar".

## Características
El manzano de la variedad 'Parecida a Golden de Baltar' tiene un vigor medio. Tamaño grande y porte erguido.
Época de inicio de brotación a partir de 21 de abril y de floración a partir del 6 de mayo.
Las hojas tienen una longitud del limbo de tamaño largo, con la máxima anchura del limbo es ancha. Longitud de las estípulas es larga y la máxima anchura de las estípulas media. Denticulación del borde del limbo es ondulado, con la forma del ápice del limbo cuspidado y la forma de la base del limbo es agudo. Con subestípulas ausentes.
Sus flores tienen una longitud de los pétalos larga, con una anchura de los pétalos ancha, disposición de los pétalos libres entre sí, con una longitud del pedúnculo corta.
La variedad de manzana 'Parecida a Golden de Baltar' tiene un fruto de tamaño medio, de forma intermedia-cónica, de color amarillo, sin chapa. Epidermis de textura desigual, sin pruina en su superficie y con presencia de cera media. Sensibilidad al "russeting" (pardeamiento áspero superficial que presentan algunas variedades) muy poco sensible. Con lenticelas de tamaño mediano.
Los sépalos están dispuestos de forma parcialmente replegados, y superpuestos en su base; su fosa calicina es poco profunda y de una anchura estrecha. Pedúnculo de grosor medio y de longitud corto, siendo la cavidad peduncular de una profundidad poco profunda y de anchura estrecha. Con pulpa de color crema, cuya firmeza es intermedia y su textura es intermedia; su jugosidad es intermedia, con sabor de acidez media-baja, y aromática.
Época de maduración y recolección a partir del 30 de septiembre. 'Parecida a Golden de Baltar' es una manzana que su destino es la conservación de esta variedad en el banco de germoplasma de Mabegondo como reserva genética.

## Susceptibilidades
- Oidio: ataque débil
- Moteado: no presenta
- Raíces aéreas: no presenta
- Momificado: no presenta
- Pulgón lanígero: ataque débil
- Pulgón verde: ataque medio
- Araña roja: no presenta
- Chancro del manzano: no presenta.[3]